# Diocesi di Charleston

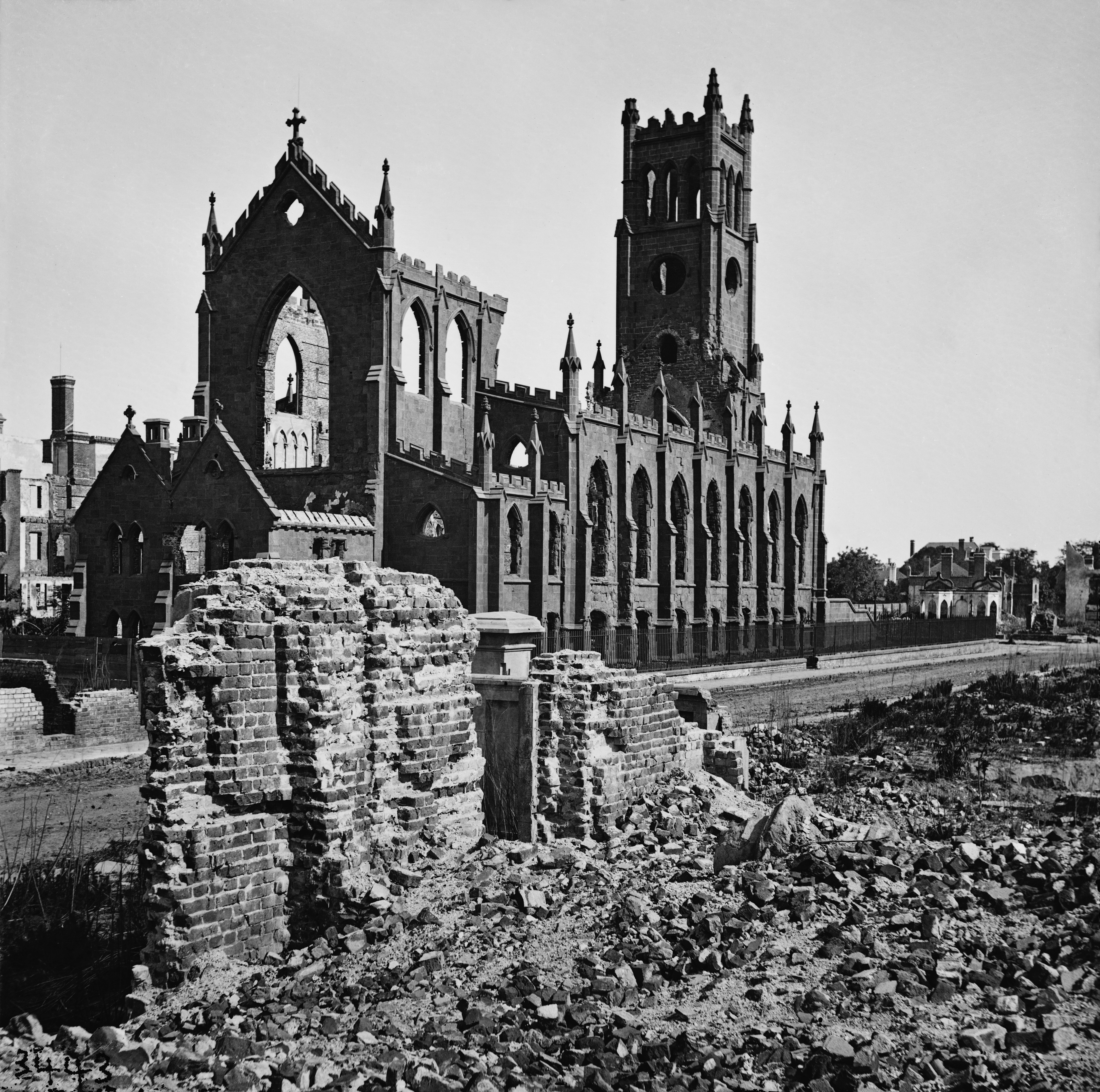
Cattedrale di San Giovanni e San Finbar dopo l'incendio del 1861.

La diocesi di Charleston (in latino Dioecesis Carolopolitana) è una sede della Chiesa cattolica negli Stati Uniti d'America suffraganea dell'arcidiocesi di Atlanta. Nel 2021 contava 192.764 battezzati su 5.148.714 abitanti. È retta dal vescovo Jacques Eric Fabre, C.S.

## Territorio
La diocesi comprende l'intero stato della Carolina del Sud negli Stati Uniti d'America.
Sede vescovile è la città di Charleston, dove si trova la cattedrale di San Giovanni Battista (St John the Baptist). A Columbia sorge la basilica minore di San Pietro.
Il territorio si estende su 80.779 km² ed è suddiviso in 6 decanati e 94 parrocchie. Nella diocesi sono presenti 30 scuole cattoliche, 27 scuole elementari e 3 licei (High schools).

### Decanati della diocesi
- Coastal Deanery
- Midlands Deanery
- Pee Dee Deanery
- Piedmont Deanery
- Hispanic Outreach - Piedmont Office
- Lowcountry Deanery and Prison Ministry

## Storia
La diocesi è stata eretta l'11 luglio 1820 con il breve Inter multiplices di papa Pio VII, ricavandone il territorio dall'arcidiocesi di Baltimora, di cui originariamente era suffraganea.
Il 18 giugno 1834 con la bolla Benedictus Deus papa Gregorio XVI confermò il territorio di giurisdizione dei vescovi di Charleston, che comprendeva la Carolina del Nord, la Carolina del Sud e la Georgia.
Il 19 luglio 1850 ha ceduto una porzione del suo territorio a vantaggio dell'erezione della diocesi di Savannah.
Il 6 aprile 1854 venne consacrata la cattedrale di san Giovanni e san Finbar (St. John and St. Finbar). L'11 dicembre 1861 è stata distrutta da un incendio che ha colpito la maggior parte della città. La cattedrale attuale è stata costruita sulle fondamenta delle rovine per sostituire l'originale.
Il 31 ottobre 1858 ai vescovi di Charleston fu affidata l'amministrazione delle isole Bahamas, in precedenza appartenute al vicariato apostolico di Giamaica (oggi arcidiocesi di Kingston in Giamaica), fino al 28 luglio 1885, quando le isole passarono all'arcidiocesi di New York.
Il 3 marzo 1868 la diocesi ha ceduto un'altra porzione del suo territorio a vantaggio dell'erezione del vicariato apostolico della Carolina del Nord (oggi diocesi di Raleigh).
Il 10 febbraio 1962 è entrata a far parte della provincia ecclesiastica di Atlanta.

## Cronotassi dei vescovi
Si omettono i periodi di sede vacante non superiori ai 2 anni o non storicamente accertati.
- John England † (11 luglio 1820 - 11 aprile 1842 deceduto)
- Ignatius Aloysius Reynolds † (28 novembre 1843 - 6 marzo 1855 deceduto)
  - John McCaffrey † (9 gennaio 1857 - maggio 1857 dimesso) (vescovo eletto)
- Patrick Neeson Lynch † (11 dicembre 1857 - 26 febbraio 1882 deceduto)
- Henry Pinckney Northrop † (27 gennaio 1883 - 7 giugno 1916 deceduto)
- William Thomas B. Russell † (7 dicembre 1916 - 18 marzo 1927 deceduto)
- Emmet Michael Walsh † (20 giugno 1927 - 8 settembre 1949 nominato vescovo coadiutore di Youngstown[5])
- John Joyce Russell † (28 gennaio 1950 - 3 luglio 1958 nominato vescovo di Richmond)
- Paul John Hallinan † (9 settembre 1958 - 19 febbraio 1962 nominato arcivescovo di Atlanta)
- Francis Frederick Reh † (6 giugno 1962 - 5 settembre 1964 nominato rettore del Pontificio collegio americano del Nord[6])
- Ernest Leo Unterkoefler † (12 dicembre 1964 - 22 febbraio 1990 dimesso)
- David Bernard Thompson † (22 febbraio 1990 succeduto - 12 luglio 1999 ritirato)
- Robert Joseph Baker (12 luglio 1999 - 14 agosto 2007 nominato vescovo di Birmingham)
- Robert Eric Guglielmone (24 gennaio 2009 - 22 febbraio 2022 ritirato)
- Jacques Eric Fabre, C.S., dal 22 febbraio 2022

## Statistiche
La diocesi nel 2021 su una popolazione di 5.148.714 persone contava 192.764 battezzati, corrispondenti al 3,7% del totale.
| anno | popolazione | popolazione | popolazione | presbiteri | presbiteri | presbiteri | presbiteri                | diaconi | religiosi | religiosi | parrocchie |
| anno | battezzati  | totale      | %           | numero     | secolari   | regolari   | battezzati per presbitero | diaconi | uomini    | donne     | parrocchie |
| ---- | ----------- | ----------- | ----------- | ---------- | ---------- | ---------- | ------------------------- | ------- | --------- | --------- | ---------- |
| 1950 | 17.508      | 1.899.804   | 0,9         | 101        | 60         | 41         | 173                       |         | 41        | 230       | 42         |
| 1959 | 31.018      | 2.370.000   | 1,3         | 134        | 78         | 56         | 231                       |         | 94        | 335       | 57         |
| 1966 | 41.704      | 2.450.000   | 1,7         | 150        | 85         | 65         | 278                       |         | 104       | 344       | 63         |
| 1970 | 44.751      | 2.669.000   | 1,7         | 156        | 97         | 59         | 286                       |         | 82        | 278       | 65         |
| 1976 | 51.561      | 2.784.000   | 1,9         | 129        | 75         | 54         | 399                       | 2       | 77        | 248       | 95         |
| 1980 | 59.027      | 2.876.000   | 2,1         | 135        | 78         | 57         | 437                       | 18      | 84        | 272       | 105        |
| 1990 | 78.768      | 3.566.650   | 2,2         | 133        | 76         | 57         | 592                       | 28      | 86        | 214       | 112        |
| 1999 | 121.637     | 3.760.000   | 3,2         | 126        | 92         | 34         | 965                       | 63      | 28        | 137       | 85         |
| 2000 | 126.794     | 3.885.736   | 3,3         | 135        | 101        | 34         | 939                       | 69      | 61        | 154       | 85         |
| 2001 | 130.255     | 4.012.012   | 3,2         | 134        | 100        | 34         | 972                       | 70      | 64        | 151       | 91         |
| 2002 | 130.696     | 4.012.012   | 3,3         | 123        | 89         | 34         | 1.062                     | 70      | 70        | 152       | 117        |
| 2003 | 148.116     | 4.027.012   | 3,7         | 145        | 102        | 43         | 1.021                     | 103     | 86        | 137       | 117        |
| 2004 | 152.413     | 4.054.890   | 3,8         | 153        | 108        | 45         | 996                       | 100     | 69        | 143       | 93         |
| 2006 | 157.358     | 4.229.990   | 3,7         | 140        | 96         | 44         | 1.123                     | 78      | 64        | 134       | 92         |
| 2013 | 192.422     | 4.679.230   | 4,1         | 162        | 115        | 47         | 1.187                     | 127     | 72        | 110       | 95         |
| 2016 | 196.245     | 4.832.482   | 4,1         | 154        | 106        | 48         | 1.274                     | 110     | 68        | 91        | 96         |
| 2019 | 196.736     | 5.024.369   | 3,9         | 156        | 113        | 43         | 1.261                     | 178     | 57        | 82        | 94         |
| 2021 | 192.764     | 5.148.714   | 3,7         | 150        | 111        | 39         | 1.285                     | 187     | 58        | 84        | 94         |